# Максимов Максим Геннадійович
Максим Геннадійович Максимов (рос. Максим Геннадьевич Максимов, 6 вересня 1979) — російський біатлоніст, призер чемпіонатів світу. 
Максим Максимов почав брати участь у міжнародних змаганнях із біатлону в 1999, в кубку світу дебютував у сезоні 2000/2001, але потім довго виступав у кубку Європи — змаганнях нижчого рівня. В головну команду Росії Максимов повернувся в сезоні 2007/2008, і на чемпіонаті світу 2008 року, що проходив у Естерсунді, виборов бронзову медаль в індивідуальній гонці. На чемпіонаті світу 2011 року в Ханти-Мансійську він знову здобув медаль в цій дисципліні, цього разу срібну.

## Статистика кубка світу
У таблиці наведено статистику виступів біатлоніста в Кубку світу.
- Місця 1–3: кількість подіумів
- Чільна 10: кількість фінішів у першій десятці
- В очках: кількість виступів, на яких біатлоніст здобував очки
- Старти: кількість стартів

| Місця                              | Індивід. | Спринт | Персьют | Мас-старт | Естафета | Разом |
| ---------------------------------- | -------- | ------ | ------- | --------- | -------- | ----- |
| 1                                  |          |        |         |           | 1        | 1     |
| 2                                  |          |        |         |           |          |       |
| 3                                  | 1        |        |         |           |          | 1     |
| Чільна 10                          | 1        |        |         | 1         | 2        | 4     |
| В очках                            | 3        | 8      | 6       | 3         | 2        | 22    |
| Стартів                            | 6        | 15     | 9       | 3         | 2        | 35    |
| Станом на: кінець сезону 2009/2010 |          |        |         |           |          |       |